# Ignacio María de Álava
Ignacio María de Álava y Sáenz de Navarrete (Vitoria, 24 de octubre de 1750-Chiclana, 26 de mayo de 1817) fue un marino y militar español, 14.º capitán general de la Real Armada Española, hermano de Luis de Álava, último intendente de Concepción designado por la Corona, y tío de Miguel Ricardo de Álava.

## Biografía
Nacido en Vitoria el 24 de octubre de 1750, cursó sus primeros estudios en el seminario de Nobles de Vergara y sentó plaza de guardiamarina en la Compañía del Departamento de Cádiz el 23 de julio de 1766. En el mismo año embarcó en el navío Terrible y sucesivamente en el San Pedro Alcántara, el Peruano, el Astuto y en la fragata Venus, realizando en ellos varios cruceros y misiones en diferentes mares y un viaje a Filipinas.
Ascendió a teniente de navío en 1778 y se le confirió el mando del jabeque San Luis, destinado al corso contra los moros y berberiscos. En 1779 embarcó en el navío Santísima Trinidad, y pasó luego al Santa Isabel y Rayo y después a la fragata Gertrudis.
En el mes de enero de 1781, tomó el mando de la fragata Rosa, con la que realizó la campaña del Canal de la Mancha, a las órdenes de los generales don Luis de Córdova y conde de Orvillers, que tuvo por consecuencia la retirada de las fuerzas navales de Inglaterra al buscar refugio en sus puertos y el apresamiento del navío británico Ardent, del porte de 74 cañones. Tomó parte asimismo en la captura del gran convoy británico de cincuenta y cinco velas (la mayor victoria de la Armada Española sobre la británica) sobre cabo San Vicente y en el bloqueo y Gran Asedio de Gibraltar. Ya de capitán de fragata y al mando de la Santa Bárbara, apoyó con ella el bombardeo que hicieron las malogradas baterías flotantes sobre el irreductible Peñón.
Participó también en la batalla del Cabo Espartel que sostuvo la escuadra española al mando de Luis de Córdova con la británica del almirante Howe el 20 de octubre de 1782, en el que fue herido. Ascendió por su brillante comportamiento a capitán de navío y tomó seguidamente el mando de la fragata Sabina.
En el verano de 1787, fue nombrado mayor general de la escuadra de evoluciones, al mando de Juan de Lángara. Después desempeñó el mismo cargo en el departamento de Cartagena y en el mes de junio de 1790 también en la escuadra del marqués del Socorro. Con ella fue a Liorna a buscar al príncipe de Parma, que desembarcó en Cartagena y lo acompañó a Madrid. El 8 de febrero de 1791, fue nombrado comandante del navío San Francisco de Paula, con el que operó en socorro de la plaza de Orán, atacada por los moros.
Ascendió a brigadier el 1 de marzo de 1792 y con este grado fue destinado, como mayor general, a la escuadra del general Lángara, asistiendo a toda la campaña que en las costas francesas hicieron contra los convencionales las escuadras combinadas de España e Inglaterra a principios de 1793.
En 1794 fue ascendido a jefe de escuadra y al año siguiente se le dio el mando de una escuadra destinada a dar la vuelta al mundo, compuesta por los navíos Europa y Montañés, las fragatas Fama, Lucía y Pilar, más la urca Aurora. Se hizo a la vela desde la bahía de Cádiz el 30 de noviembre de aquel año, contornó América y visitó el puerto del Callao y la ciudad de Lima. Hizo escala en las Marianas y Manila, donde estableció el Apostadero de Marina. Rectificó muchos accidentes hidrográficos en las cartas marinas de tan remotos parajes, permaneciendo estacionado en aquellas posesiones españolas.
En Arroceros (extramuros de Manila), publicó con fecha de 15 de noviembre de 1802 el "Reglamento adicional a la Ordenanza de Marina, para los navíos de las islas de Filipinas que con efectos de su comercio viajan a Nueva España", regulando con él la salida de la vulgarmente llamada Nao de Acapulco, sus carenas y recorridos, nombramiento de comandante, oficiales, dotación de marinería y tropa, arqueo, locales para el cargamento, víveres y aguada.
El 7 de enero de 1803 emprendió el viaje de regreso, del cual escribió una memoria detallada. Realizó el viaje de regreso por el cabo de Buena Esperanza, arribando a Cádiz el 15 de mayo de 1803, y desembarcó del navío Montañés, en el que tenía arbolada su insignia, tras circunnavegar el globo. Durante la larga navegación había sido ascendido, con fecha de 5 de noviembre de 1802, al grado de teniente general.
Declarada de nuevo la guerra con los británicos, solicitó un destino de la máxima actividad. Se le dio el mando de la escuadra del Departamento de Cádiz y cuando entró en dicho puerto la combinada franco-española, quedó como segundo jefe de los buques españoles. En la batalla de Trafalgar arbolaba su insignia en el navío Santa Ana, cuyo comandante era el capitán de navío José de Gardoqui. Mandaba la vanguardia, pero al trocarse la línea por la famosa orden de Villeneuve, se convirtió en retaguardia, quedando por su popa la escuadra de Observación, al mando del general Federico Gravina. Fue herido grave por tres veces en el transcurso del combate, por lo que el mando del navío recayó en Francisco Riquelme.
El rescate del Santa Ana dio lugar a una reclamación por parte del almirante británico Cuthbert Collingwood, argumentando éste que don Ignacio era su prisionero por haberse rendido. Álava le contestó «Que cuando el oficial de mando, Francisco Riquelme, rindió el buque, él estaba sin conocimiento y que por tanto no se había rendido y que su sable y espada, símbolos de sus servicios, estaban todos en su poder». El británico siguió manteniendo una cortés correspondencia con él, demostrando con ello que quedaron satisfechos sus escrúpulos. "Álava había corrido la suerte de los prisioneros de guerra heridos de una plaza, que el enemigo tiene que evacuar por fuerza."
Como recompensa a su actuación en tan infausto día para las armas españolas, se le concedió la gran cruz de la Orden de Carlos III. Repuesto de sus heridas se le confió el mando de lo que quedaba de la escuadra española, sucediendo al difunto Federico Gravina y arbolando también su insignia en el navío Príncipe de Asturias. Consiguió alistar, venciendo muchas dificultades, ocho navíos, varias fragatas y buques menores, que en un momento dado pudieran hacer frente a los británicos, que aún cruzaban frente a las costas gaditanas. En 1807 fue nombrado vocal del Almirantazgo.
Al estallar la Guerra de la Independencia Española se trasladó a Cádiz y tomó el mando de los buques que se pudieron reunir y armar para combatir al nuevo enemigo. En 1810 fue nombrado comandante general del apostadero de La Habana, con el título de capitán general del departamento. En 1812 fue nombrado capitán general del departamento de Cádiz, dejando en La Habana fama y memoria de su excelente administración y mando.
En el mes de agosto de 1814 fue nombrado de nuevo miembro del Consejo Supremo del Almirantazgo bajo la presidencia del infante don Antonio y elevado al grado de capitán general de la Real Armada. El 24 de febrero de 1817 se le nombró decano de aquel Consejo, cargo que desempeñó breve tiempo, pues quebrantada su salud pidió licencia para trasladarse al benigno clima de Andalucía, cosa que no bastó para curarle, falleciendo en Chiclana y siendo allí sepultado.
Fue uno de los primeros generales cuya sepultura se ordenó localizar al Departamento de Cádiz el 2 de mayo de 1851. Sus restos fueron inhumados el 28 de abril de 1870 por una comisión de Marina que se desplazó a Chiclana al efecto, y se recogieron solemnemente por Comisiones y fuerzas nombradas, que desde el puente de Zuazo se hicieron cargo de los venerables restos, los cuales provisionalmente se depositaron en el Panteón de Marinos Ilustres, recibiendo sepultura definitiva el 2 de mayo de 1870 al ser inaugurado el Panteón. El mausoleo donde reposan los restos es el mismo que el que tenía en el cementerio de Chiclana, compuesto de una columna cilíndrica sobre la que descansa una lacrimatoria con diversos adornos al pie. La inscripción de la lápida dice:

Aquí yace 

el Capitán general 

don Ignacio María de Álava 

Gran Cruz de las Ordenes de 

Carlos III, San Fernando 

y San Hermenegildo 

Decano del Almirantazgo 

marino insigne, completo español 

para su Patria y su Rey; 

esposo, padre, amigo 

merecedor de servir de modelo 

Murió el 26 de mayo de 1817 

a los 67 años de edad.